# La Cruz, Chiapas
La Cruz är en ort i Mexiko.   Den ligger i kommunen Tila och delstaten Chiapas, i den sydöstra delen av landet, 700 km öster om huvudstaden Mexico City. La Cruz ligger 961 meter över havet och antalet invånare är 154.
Terrängen runt La Cruz är bergig norrut, men söderut är den kuperad. Runt La Cruz är det ganska tätbefolkat, med 111 invånare per kvadratkilometer. Närmaste större samhälle är Simojovel de Allende, 17,7 km sydväst om La Cruz. I omgivningarna runt La Cruz växer i huvudsak städsegrön lövskog.